# Caso Vogt v. Alemania
El Caso de Vogt contra Alemania (1996) 21 EHRR 205, (17851/91) (Vogt gegen Deutschland) fue un caso judicial fallado por el Tribunal Europeo de Derechos Humanos en relación con la Sra. Vogt, cesada de su cargo como profesora sin posibilidad de continuar con su carrera laboral a causa de su pasado como militante del DKP.
De acuerdo con el TEDH, la Berufsverbot (ley aplicada en el caso de Vogt) violaba el derecho a la libertad de expresión y a la de asociación.

## Antecedentes
Dorothea Vogt se unió al DKP (Partido Comunista Alemán) en 1972 (párr. 18). Cinco años después pasaría a ejercer como profesora en un instituto de secundaria a la par de funcionaria. En 1979, se apuntó al servicio público permanente (párr. 9). Estuvo trabajando hasta 1986, año en el que fue suspendida de acuerdo con la Berufsverbot (párr. 16) por la Corte Penal Alemana, puesto que las actividades del DKP eran inconstitucionales y sus miembros no eran aptos para ejercer la función pública. (párr. del 18 al 23).
En 1990, el land de Baja Sajonia abolió el decreto para los extremistas en el funcionariado (párr. 32) y en 1991 Vogt tuvo que ser reincorporada (párr. 24). Aquel mismo año se presentó la demanda ante la Comisión Europea (párr 1.) siendo aceptada al año siguiente. En 1993 salió adelante con 13 votos a favor frente a uno en contra y se falló que: la Berufsverbot infringió los Artículos 10 (libertad de expresión) y 11 (de asociación) de la Convención Europea de Derechos Humanos. Sin embargo, no hubo necesidad de recurrir al Artículo 14 (discriminación) (párr. del 95 al 97).

## Veredicto
En 1995, la Cámara Alta de la CEdDH declaró por 10 frente a 9 que la legislación alemana infringió los Artículos 10 y 11, por lo que esta última era desproporcionada de acuerdo con el Párrafo 68. La Corte dictaminó que:

La Sra Vogt era una profesora de alemán y francés en un instituto de secundaria que no suponía ningún riesgo para la nación. [...] No existen evidencias de que la propia Vogt, ni siquiera fuera del trabajo, hiciere declaraciones declaraciones o hubiere adoptado posturas anticonstitucionales.[...] El DKP no fue ilegalizado por el Tribunal Constitucional Alemán, en consecuencia, las actividades de la demandante fueron completamente legales.

Una vez concluido el proceso, se procedió a archivar el caso una vez llegado a un acuerdo entre la demandante y el Gobierno Alemán.